# Calodia multipectinata
Calodia multipectinata är en insektsart som beskrevs av Nielson 1982. Calodia multipectinata ingår i släktet Calodia och familjen dvärgstritar. Inga underarter finns listade i Catalogue of Life.